# دانييلي كاسيراغي
دانييلي كاسيراغي (بالإيطالية: Daniele Casiraghi)‏ هو لاعب كرة قدم إيطالي في مركز الوسط، ولد في 10 مارس 1993 في تريفيجليو في إيطاليا. شارك مع منتخب إيطاليا تحت 19 سنة لكرة القدم ومنتخب إيطاليا تحت 20 سنة لكرة القدم. أما مع النوادي، فقد لعب مع نادي أنكونا ونادي بارما ونادي برو باتاريا ونادي غوبيو ونادي ليتشي.

## وصلات خارجية
- دانييلي كاسيراغي على موقع قاعدة بيانات كرة القدم.إي يو (الإنجليزية)
- دانييلي كاسيراغي على موقع Soccerway.com (الإنجليزية)
- دانييلي كاسيراغي على موقع عالم كرة القدم.نت (الإنجليزية)